# حزة
حزّة بلدة في ناحية كفر بطنا في منطقة مركز ريف دمشق في محافظة ريف دمشق. بلغ عدد سكانها 9293 نسمة عام 2004.
تقع في غوطة دمشق الشرقية. اسمها سرياني يعني حفر وهي قديمة قدم التاريخ وحديثاً وردت في كثير من سجلات المحاكم الشرعية المدونة في زمن الدولة العثمانية والمحفوظة في متحف دمشق التاريخي. ويذكر أن بها مكان يقال له أرض التلول يوجد به بقايا أبنية قديمة تعود لعصور قديمة مضت وديموغرافيا كان عدد سكان حزة في عام 1950 حوالي 1123 نسمة وتكون بذلك من المناطق المتوسطة نسبياً بالقياس مع عدد سكان دمشق ويعرف سكان حزة باحتفاظهم بملكية الأراضي في منطقتهم مثلهم مثل أغلبية سكان الغوطتين الشرقية والغربية لدمشق ونابهم ما ناب أهالي الغوطتين من تنكيل وتهجير من قبل المستعمر الفرنسي وذلك ضريبة وطنيتهم ولم تبخل هذه المنطقة بتقديم الشهداء على مذبح حرية الوطن منذ أيام الحروب الصليبية إلى وقتنا الحالي مروراً بفترة الاستعمار الفرنسي ودائماً كانت شرارة الثورة تنطلق من غوطة دمشق بوجه المستعمرين على مر العصور وكان السكان يتركون أراضيهم ويهبون إلى مقارعة الاستعمار.